# ファーストタイム
『ファーストタイム』は、1998年7月8日にアップフロントワークス（zetimaレーベル）から発売されたモーニング娘。の1枚目のオリジナルアルバムである。

## 概要
- シングル曲「モーニングコーヒー」「サマーナイトタウン」「愛の種」と、デビュー曲候補としてレコーディングされた「どうにかして土曜日」「ウソつきあんた」を収録。
- のちに同年12月23日には同内容の音楽MD版も発売された。
- プレゼント応募ハガキが封入されている。
  - 超特大オリジナルポスター（1030×1456mm） 100名
  - オリジナルテレホンカード 1,000名

## 収録曲
ここではCD、およびMDでの収録曲順として記述する。
- 全作詞・作曲：つんく（#6, #7除く） / プロデュース：つんく

1. Good Morning / 安倍なつみ・石黒彩・福田明日香・保田圭・市井紗耶香 [4:07]
  - 編曲：前嶋康明
2. サマーナイトタウン [3:46]
  - 編曲：前嶋康明

2ndシングル。
3. どうにかして土曜日 / 安倍なつみ・石黒彩・中澤裕子・飯田圭織・福田明日香 [3:40]
  - 編曲：高橋諭一 / 管編曲：森宣之
4. モーニングコーヒー / 安倍なつみ・石黒彩・福田明日香・飯田圭織・中澤裕子 [4:30]
  - 編曲：桜井鉄太郎

1stシングル。
5. 夢の中 / 飯田圭織・福田明日香・保田圭 [4:59]
  - 編曲：前嶋康明

TBSラジオ『魔術士オーフェン』エンディングテーマ。
飯田の卒業公演で卒業曲として歌われた。
6. 愛の種 / 安倍なつみ・石黒彩・福田明日香・飯田圭織・中澤裕子 [4:11]
  - 作詞：サエキけんぞう / 作曲・編曲：桜井鉄太郎

インディーズシングル。
後に「モーニングコーヒー」のカップリング曲となった。
7. ワガママ / 石黒彩・保田圭・市井紗耶香 [4:58]
  - 作詞：狩野亜希子 / 作曲：つんく / 編曲：黒尾俊介
8. 未来の扉 / 福田明日香・安倍なつみ・石黒彩・飯田圭織・市井紗耶香・保田圭 [4:09]
  - 編曲：今井了介

後藤真希の2ndアルバム「②ペイント イット ゴールド」に後藤 with メロン記念日としてカバーが収録された。
9. ウソつきあんた / 中澤裕子・石黒彩・福田明日香 [4:00]
  - 編曲：高橋諭一
10. さみしい日 [4:33]
  - 編曲：前嶋康明

## 参加メンバー
- 1期：中澤裕子・石黒彩・飯田圭織・安倍なつみ・福田明日香
- 2期：保田圭・矢口真里・市井紗耶香

## 参加ミュージシャン
- モーニング娘。：Chorus (#1, #3, #8), Hand Clap (#3)
  - 中澤裕子：Harmony (#1, #2, #4, #5, #8), Chorus (#5, #7)
  - 石黒彩：Harmony (#3, #5)
  - 飯田圭織：Harmony (#1 - #4, #7, #9)
  - 安倍なつみ：Harmony (#5, #7, #9)
  - 福田明日香：Chorus (#7)
  - 保田圭：Chorus (#2, #9)
  - 矢口真里：Harmony (#1, #8), Chorus (#2, #7, #9)
  - 市井紗耶香：Chorus (#2, #5, #9)
- つんく：Tumbourine (#9), Fake (#10)
- 稲葉政裕：E. Guitar (#1 - #3, #5, #8)
- 前嶋康明：A. Piano (#1, #3, #5, #10), Keyboards (#1, #2, #5), Programming (#1, #2, #5), Bongo (#5), Wind Chime (#5), Rhodes (#9)
- 大儀見元：Percussion (#2)
- 木村万作：Drums (#3)
- 横山雅史：Bass (#3)
- 佐々木史郎：Trumpet (#3), Flugel Horn (#5)
- 小林太：Trumpet (#3)
- 河合わかば：Trombone (#3)
- 西田幹：B. Trombone (#3)
- 森宣之：T. Sax (#3)
- 高橋諭一：Programming (#3, #9), 12st. Guitar (#4), A. Guitar (#4, #5)
- 土屋潔：E. Guitar (#4, #6)
- 河野伸：A. Piano (#4, #6), Keyboards (#4, #6)
- 桜井鉄太郎：Programming (#4), Chorus (#6)
- 佐野聡：Trombone (#5)
- 金原グループ：Strings (#5)
- 横銭ユージ：Drums (#6, #7)
- 六川正彦：Bass (#6)
- 渡辺等：Bass (#7)
- 黒尾俊介：E. Guitar (#7), Programming (#7)
- 今井了介：Programming (#8), Turntable (#8)
- 河村智康：Drums (#9)
- 美久月千晴：Bass (#9)
- 増崎孝司：E. Guitar (#9), A. Guitar (#9)